# توماس رابینت
توماس رابینت (انگلیسی: Thomas Robinet؛ زادهٔ ۱۸ سپتامبر ۱۹۹۶) بازیکن فوتبال اهل فرانسه است.
از باشگاه‌هایی که در آن بازی کرده‌است می‌توان به باشگاه فوتبال سوشو اشاره کرد.
وی همچنین در تیم‌های ملی فوتبال زیر ۱۷ سال فرانسه و زیر ۲۰ سال فرانسه بازی کرده‌است.